# Zola (geslacht)
Zola is een geslacht van vlinders van de familie spanners (Geometridae), uit de onderfamilie Larentiinae.

## Soorten
- Z. amplificata Walker, 1861
- Z. angustata Zetterstedt, 1840
- Z. bifasciata Schrank, 1802
- Z. explanata Fabricius, 1774
- Z. griseata Schrank, 1802
- Z. hebe Bethune-Baker, 1915
- Z. hepararia Schrank, 1802
- Z. lucinata Schrank, 1802
- Z. ophitata Schrank, 1802
- Z. sparsata Zetterstedt, 1840
- Z. terranea Butler, 1879